# Германская митрополия
Герма́нская митропо́лия (греч. Ιερά Μητρόπολη Γερμανίας, нем. Griechisch-orthodoxe Metropolie von Deutschland) — епархия Константинопольского Патриархата на территории Германии. Епархиальный центр — Бонн.
Епархия насчитывает более 70 приходов, около 150 объектов церковной собственности, 450 000 членов и является крупнейшей в Германии церковной юрисдикцией.

## История
Греческие приходы существовали на территории Германии начиная с XIX века. С 1920-х годов в связи с наплывом трудовой миграции, открывающиеся греческие приходы были подчинены Фиатирской митрополии с центром в Лондоне.
5 февраля 1963 года Константинопольским Патриархатом была образована самостоятельная Германская митрополия на территории Германии, Нидерландов и Дании.
12 августа 1969 года территория Дании отошла в состав новообразованной Шведской и Скандинавской митрополии, а страны Бенилюкса — в состав Бельгийской митрополии.
20 декабря 1972 года был принят Устав митрополии, 29 октября 1974 года митрополия была признана в земле Северный Рейн-Вестфалия как государственная корпорация (с 1981 года последовало дальнейшее признание во всех федеральных землях).
С 1966 года начались контакты митрополии с Конференцией европейских церквей, а 8 ноября 1978 года Германская митрополия стала полноправным членом этой международной организации.
В 1978 году было завершено строительство кафедрального Свято-Троицкого собора в Бонне.
22 июня 2011 года секретарь Германской митрополии архимандрит Апостол (Маламуссис) сообщил в интервью радио Ватикана, что в связи с экономическим кризисом в Греции, Германская митрополия испытывает серьёзные финансовые сложности в связи с сокращением денежных поступлений.

## Епископы
- Полиевкт (Финфинис) (22 октября 1963 — 25 июня 1968)
- Хризостом (Цитер) в/у, митр. Австрийский (июнь 1968 — ноябрь 1969)
- Иаков (Дзанаварис) (12 августа 1969 — 3 декабря 1971)
- Ириней (Галанакис) (16 декабря 1971 — 29 сентября 1980)
- Августин (Лабардакис) (с 29 сентября 1980)

### Викарии
- Августин (Лабардакис), епископ Элайский (26 марта 1972 — 20 сентября 1980)
- Василий (Циопанас), епископ Аристийский (1 февраля 1976 — 13 мая 2023)
- Хризостом (Димитриадис), епископ Памфильский (8 ноября 1980 — 20 апреля 2004)
- Димитрий (Грольос), епископ Фермский (9 ноября 1980—31 августа 2020)
- Евмений (Тамиолакис), епископ Лефкийский (с 15 января 1994)
- Варфоломей (Кессидис), епископ Арианзский (с 10 июня 2004)
- Эммануил (Сфиаткос), епископ Христупольский (с 11 июля 2020)
- Амвросий (Куцуридис), епископ Аргиропульский (с 3 июля 2021)